# Puszcza Stromecka

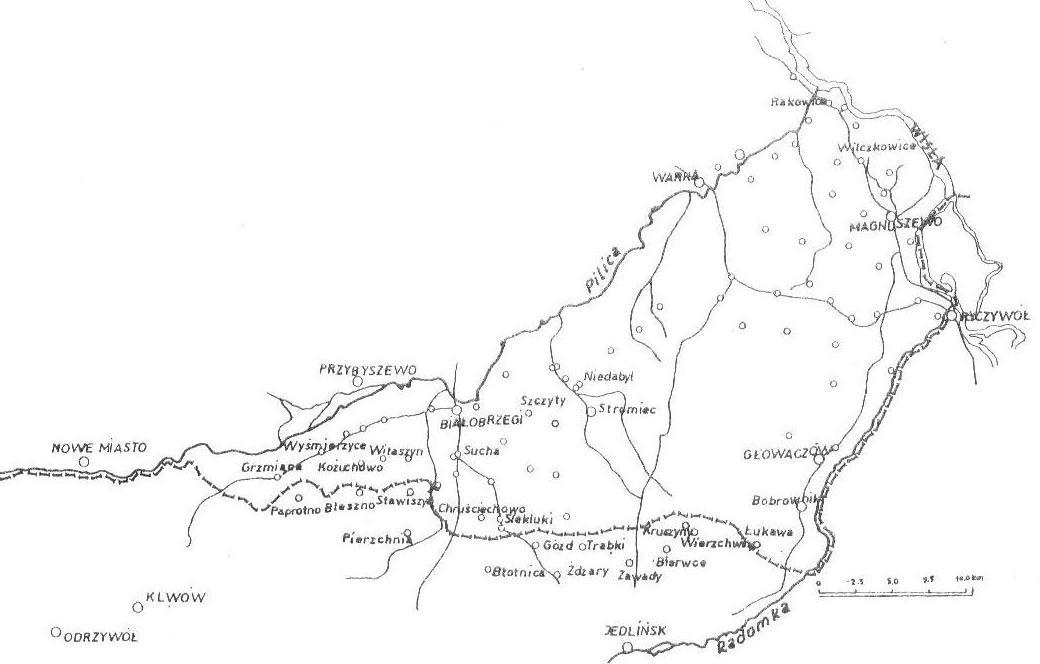
Obszar Zapilicza pokrywający się z Puszczą Stromecką

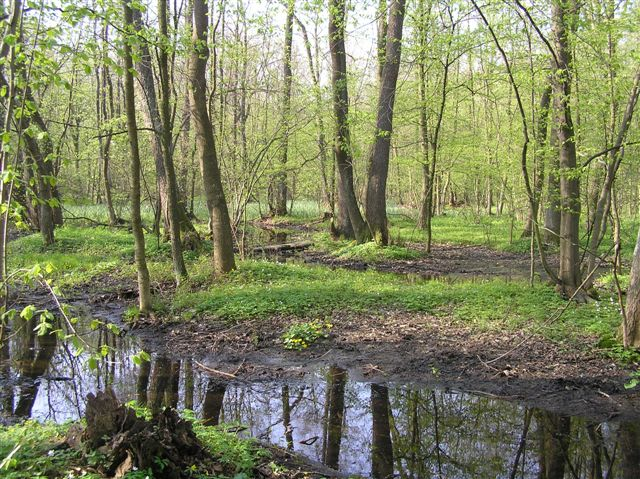
Rezerwat Majdan na terenie Puszczy Stromeckiej

Puszcza Stromecka (także: Stromiecka) – puszcza leżąca pośrodku terenu między Pilicą a Radomką, równolegle do obu rzek oraz pasami lasów nad nimi. Od wschodu ogranicza ją Wisła a zachodnim skrajem prowadzi droga krajowa nr 7.
Znajduje się na południowym Mazowszu na terenie historycznego Zapilicza. Nazwa pochodzi od wsi Stromiec. 
W średniowieczu była częścią Puszczy Radomskiej. Obecnie wchodzi w skład Nadleśnictwa Dobieszyn, a niewielkie skrawki lasu są własnością prywatną.

## Historia
Puszcza Stromecka była własnością książąt mazowieckich, a następnie królów polskich aż do III rozbioru Polski (1795), lecz nie należała do dóbr stołowych królów polskich, jak Kozienicka i w związku z tym była słabiej chroniona. Szybko uległa wytrzebieniu.
Lasy królewskie chronili „gajownicy”, zwierzynę chronili „łownicy”, którzy organizowali łowy dla króla lub jego gości. Mieszkańcy wsi królewskich mieli prawo „ugaju” tj. uzgodnionego zaopatrywania się w drewno opałowe z leżaniny, a także i budulcowe w razie pożaru zagrody, wypasu w lasach bydła i trzody. Pobierano opłaty za pnie bartne i zbieranie żołędzi przynoszących znaczne dochody.
Proces wylesiania nasilił się w połowie XIX wieku, gdy część lasów podlegała zamianie z osobami prywatnymi za tereny, na których budowano twierdzę Modlin. Prowadzono ogromne wyręby a drewno spławiano Pilicą i Wisłą do Warszawy. O rabunkowym charakterze wyrębu świadczy istnienie na odcinku 10 kilometrów aż 4 wsi o nazwie Budy (Brankowskie, Michałowskie, Boskowolskie, Grzegorzewskie). Ich mieszkańcy – budnicy – wypalali węgiel, pędzili smołę, niszcząc resztki mocno przerąbanych lasów.
Część lasów Puszczy Stromeckiej do 1945 należała do Zamoyskich, których dobra obejmowały Magnuszew i Trzebień.

## Ochrona przyrody
Rezerwaty przyrody znajdujące się na terenie Puszczy Stromeckiej:
- Dęby Biesiadne im. Mariana Pulkowskiego
- Majdan
- Olszyny
- Starodrzew Dobieszyński